# Дуду Сеаренсе
Дуду Сеаренсе (порт. Dudu Cearense, нар. 15 квітня 1983, Форталеза, Бразилія) — бразильський футболіст, що грає на позиції півзахисника.
Виступав, зокрема, за клуби ЦСКА (Москва) та «Олімпіакос», а також національну збірну Бразилії.
Триразовий володар Кубка Росії. Дворазовий чемпіон Росії. Дворазовий володар Суперкубка Росії. Дворазовий чемпіон Греції. Володар Кубка Греції. У складі збірної — володар Кубка Америки.

## Клубна кар'єра
Вихованець футбольної школи клубу «Сеара».
У дорослому футболі дебютував 2001 року виступами за команду клубу «Віторія» (Салвадор), в якій провів два сезони, взявши участь у 49 матчах чемпіонату.
Згодом з 2004 по 2005 рік грав у складі команд клубів «Касіва Рейсол» та «Ренн».
Своєю грою за останню команду привернув увагу представників тренерського штабу клубу ЦСКА (Москва), до складу якого приєднався 2005 року. Відіграв за московських армійців наступні три сезони своєї ігрової кар'єри. Більшість часу, проведеного у складі московського ЦСКА, був основним гравцем команди. За цей час здобув титули володаря Кубка Росії (тричі), двічі ставав чемпіоном Росії, володарем Суперкубка Росії (також двічі).
2008 року уклав контракт з клубом «Олімпіакос», у складі якого провів наступні три роки своєї кар'єри гравця. Граючи у складі «Олімпіакоса» також здебільшого виходив на поле в основному складі команди. За цей час додав до переліку своїх трофеїв два титули чемпіона Греції, ставав володарем Кубка Греції.
Протягом 2011—2016 років захищав кольори клубів «Атлетіко Мінейру», «Гояс», ОФІ, «Маккабі» (Нетанья) та «Форталеза».
2016 року став гравцем «Ботафогу».

## Виступи за збірну
2003 року дебютував в офіційних матчах у складі національної збірної Бразилії. Протягом кар'єри у національній команді, яка тривала 7 років, провів у формі головної команди країни лише 11 матчів.
У складі збірної був учасником розіграшу Кубка конфедерацій 2003 року у Франції, а також розіграшу Кубка Америки 2004 року у Перу, здобувши того року титул континентального чемпіона.

## Досягнення
- Володар Кубка Росії:

ЦСКА (Москва): 2004–2005, 2005–2006, 2007–2008
- Чемпіон Росії:

ЦСКА (Москва): 2005, 2006
- Володар Суперкубка Росії:

ЦСКА (Москва): 2006, 2007
- Чемпіон Греції:

«Олімпіакос»: 2008–2009, 2010–2011
- Володар Кубка Греції:

«Олімпіакос»: 2008–2009
Збірні
- Чемпіон світу (U-20): 2003
- Срібний призер Панамериканських ігор: 2003
- Володар Кубка Америки: 2004